# Kelly King
Kelly King (Atlanta, Georgia) es una cantante de pop, compositora y actriz estadounidense. Su salto a la fama fue en 2007, cuando lanzó su primer álbum Live the Dream, alzándose dentro del top 25.

## Vida personal
Nacida en Atlanta, pero criada en Nashville, ha ganado tres Billboard. Su carrera comenzó a tomar forma tras mudarse a Nueva York y participar de la orquesta de Duke Ellington. En 2007, lanzó su primer álbum, Live the Dream.
En febrero de 2013, representó a Estados Unidos en la competencia internacional del LIV Festival Internacional de la Canción de Viña del Mar con la canción «Keep The Dream Alive».

## Discografía
Álbumes de estudio
- 2007: Live the Dream

Lista de canciones (Live the Dream)
- «Take Me»
- «Get Over It»
- «I'm A Fool»
- «I Don't Wanna Sing That Song»
- «Dreamer»
- «Unlock the Flow»
- «Alright»
- «How Can We Say Goodbye»
- «Wrap Me Up»
- «I Don't Want to Get Over You»
- «Gravity»
- «All Fall Down»
- «Working Girl»
- «Not Afraid to Fall»
- «I Don't Wanna Wake up Without You»

Calificaciones obtenidas en el LIV Festival Internacional de la Canción de Viña del Mar
| Ronda | Fecha                 | Promedio / Resultado |
| ----- | --------------------- | -------------------- |
| 1     | 24 de febrero de 2013 | 5,5                  |
| 2     | 26 de febrero de 2013 | 6,6                  |
| 3     | 27 de febrero de 2013 | 6,1 / Finalista      |